# Найяр, Дипак
Дипак Найяр (англ.  Deepak Nayyar; род. 26 сентября 1946 года, Индия) —  индийский экономист, эмерит профессор экономики  Университета Джавахарлала Неру, Главный экономический советник правительства Индии в 1990—1991 годах.

## Биография
Дипак Найяр родился 26 сентября 1946 года в Индии.
Дипак Найяр в 1965 году получил степень бакалавра искусств по экономике с отличием, а в 1967 году получил степень магистра искусств по экономике в колледже святого Стефана при Делийском университете. Покинув Индию, в 1969 году получил степень бакалавра философии по экономике, а в 1973 году был удостоен степени доктора философии по экономике в Баллиол-колледже Оксфордского университета. Докторская диссертация была на тему «Анализ стагнации в экспорте хлопкового текстиля Индии» под научным руководством Пола Стритена.
В период учёбы работал членом Индийской административной службы в 1969—1973 годах, научным сотрудником факультет международного развития Оксфордского университета в 1972—1973 годах.
Преподавательскую деятельность начал на должности лектора по экономике в Университете Сассекса в 1973—1980 годах. Вернувшись в Индию, занимал должность полного профессора экономики Индийского института менеджмента в Калькутте в 1980—1983 годах. Был экономическим советником Министерства торговли и промышленности Индии в 1983—1985 годах. Затем занимал пост профессора экономики в 1986—1989, 1992—2000 и 2005—2011 годах, а также заведующего кафедрой в 1987—1989 годах Центра экономических исследований и планирования Университета Джавахарлала Неру.
Главный экономический советник правительства Индии и постоянным секретарём Министерства финансов Индии в 1989—1991 годах. Вице-канцлер Делийского университета в 2000—2005 годах. Далее был почётным профессором экономики Новой школы социальных исследований в 2008—2012 годах. В 2012 году вышел в отставку, став эмерит профессор экономики Университета Джавахарлала Неру.
Дипак Найяр является почётным сотрудником Баллиол-колледжа Оксфордского университета, Центра по изучению развивающихся обществ и Южного центра в Женеве, почётным профессором Совета по социальному развитию в Нью-Дели.
Был президентом Индийского общества экономики труда в 2015 году и президентом Индийской экономической ассоциации в 1995 году.

## Награды
За свои достижение в области экономики был неоднократно отмечен:
- 1967 — двухлетняя стипендия Родса от Оксфордского университета;
- 1989 — премия В. К. Р. В. Рао[англ.] за вклад в науку;
- 2007 — орден «За заслуги перед Итальянской Республикой».